# Benassi Bros.
Pour les articles homonymes, voir Benassi.
 (septembre 2011).
Si vous disposez d'ouvrages ou d'articles de référence ou si vous connaissez des sites web de qualité traitant du thème abordé ici, merci de compléter l'article en donnant les références utiles à sa vérifiabilité et en les liant à la section « Notes et références ».
Benassi Bros. est un groupe de musique électronique composé des cousins Alle Benassi et Benny Benassi, qui a connu son apogée en 2003-2004, avec les titres house Illusion et Hit My Heart.

## Historique
Le projet Benassi Bros. commence vers 2002 avec la sortie du single Don't Touch Too Much en coopération avec Paul French (du groupe The Biz). En 2003, Rumenian et I Love My Sex, chantés par Violeta (également du groupe The Biz) sortent. La même année, ils sortent en bon titre House, Illusion, avec la chanteuse Sandy Chambers (chanteuse du groupe Corona) qui connaîtra de bons succès dans les clubs. En 2004, l'album Pumphonia sort, et c'est un succès en France. En Suisse, l'album arrive 45e et 28e en Belgique (Wallonie). L'album est resté plus d'un an dans les charts. En été 2004, le paroxysme du groupe est atteint avec le titre Hit My Heart qui connaît en succès énorme en club, est qui arrive 11e en France, 9e en Belgique (Wallonie) et 34e aux Pays-Bas. Ce hit aura un clip, et a été chanté par Dhany. En août, un nouveau single sort : Memory Of Love, chanté par Paul French. Ce single aura moins de succès que le précédent mais arrivera tout de même 43e des charts en France.
En mars 2005, le groupe revient avec un nouvel album comprenant 12 titres, il s'intitule ...Phobia. Il arrive 9e en France mais connaît un succès inférieur à Pumphonia. Make Me Feel sort quelques jours après, et viens prendre la 21e place dans les charts français. Un clip sort. En juillet Every Single Day sort, et atteint la 23e place en France et la 9e en Finlande, puis un clip sort.
Rocket In The Sky chanté par Dhany (comme les deux précédents), sort en novembre 2005. C'est un changement de mélodie, la composition est plus planante. Ce changement lui vaudra la 48e place en France et ne sera pas dans les charts dans les autres pays. Une autre version est chantée par Naan (autre pseudonyme de Whigfield) qui est présente sur l'album.
En même temps que Rocket In The Sky, un Best Of sort, comprenant les meilleurs des Benassi.
En juillet 2006, un nouveau single sort, Feel Alive chanté par Sandy (et initialement par Naan). Des rumeurs fausses disaient qu'un nouvel album sortirait pour 2007.
Benassi Bros. a produit néanmoins l'album E-Motions de Dhany en 2007 ainsi que les singles extraits, et également le titre Break The Wall du duo de Sandy et Dhany en 2008. Les deux cousins se sont séparés pour continuer leurs carrières solo.

## Discographie

### Albums studio
| Titre     | Année | Positions | Positions | Positions |
| Titre     | Année | BEL (WAL) | FRA       | SUI       |
| --------- | ----- | --------- | --------- | --------- |
| Pumphonia | 2004  | 28        | 4         | 45        |
| ...Phobia | 2005  | 77        | 9         | 85        |

### Singles
| Titre                                                                          | Année | Positions | Positions | Positions | Positions | Positions | Positions | Positions | Album     |
| Titre                                                                          | Année | ALL       | BEL (FL)  | BEL (WAL) | FIN       | FRA       | P-B       | SUI       | Album     |
| ------------------------------------------------------------------------------ | ----- | --------- | --------- | --------- | --------- | --------- | --------- | --------- | --------- |
| Don't Touch Too Much (featuring Paul French)                                   | 2002  | —         | —         | —         | —         | —         | —         | —         | Pumphonia |
| I Love My Sex (featuring Violeta)                                              | 2003  | —         | —         | —         | —         | —         | —         | —         | Pumphonia |
| Rumenian (featuring Violeta)                                                   | 2003  | —         | —         | —         | —         | —         | —         | —         | Pumphonia |
| Illusion (featuring Sandy)                                                     | 2003  | —         | 38        | 16        | —         | 12        | 65        | 82        | Pumphonia |
| Hit My Heart (featuring Dhany)                                                 | 2004  | —         | —         | 9         | —         | 11        | 34        | 48        | Pumphonia |
| Memory Of Love (featuring Paul French)                                         | 2004  | —         | —         | —         | —         | 43        | —         | —         | Pumphonia |
| Make Me Feel (featuring Dhany)                                                 | 2005  | 96        | —         | —         | —         | 21        | —         | 80        | ...Phobia |
| Every Single Day (featuring Dhany)                                             | 2005  | —         | —         | —         | 9         | 23        | —         | 97        | ...Phobia |
| Rocket In The Sky (featuring Dhany)                                            | 2006  | —         | —         | —         | —         | 48        | —         | —         | ...Phobia |
| Feel Alive (featuring Sandy)                                                   | 2006  | —         | —         | —         | —         | —         | —         | —         | ...Phobia |
| "—" signifie que le single ne s'est pas classé ou n'est pas sorti dans le pays |       |           |           |           |           |           |           |           |           |